# Phanodermella longicaudata
Phanodermella longicaudata is een rondwormensoort uit de familie van de Phanodermatidae.